# جون كيلهير
جون كيلهير (بالإنجليزية: John Kelleher)‏ هو لاعب كرة قاعدة أمريكي، ولد في 13 سبتمبر 1893 في Brighton, Boston ‏ في الولايات المتحدة، وتوفي في 21 أغسطس 1960 في بروكلين في الولايات المتحدة.

## وصلات خارجية
- جون كيلهير على موقع دوري كرة القاعدة الرئيسي (الإنجليزية)
- جون كيلهير على موقعبيزبول رفرنس.كوم (الدوري الرئيسي) (الإنجليزية)
- جون كيلهير على موقعبيزبول رفرنس.كوم (الدوري الثانوي) (الإنجليزية)